# Stephen Chow
Stephen Chow (周星馳; Hanyu Pinyin: Zhōu Xīngchí; cantonese: Chow Sing-chi; Hong Kong, 22 giugno 1962) è un attore, regista, sceneggiatore e produttore cinematografico hongkonghese. È uno dei più noti comici asiatici, ma il suo successo è arrivato anche in occidente, grazie ai film Shaolin Soccer (2001) e Kung Fusion (2004).
Per i suoi film prende ispirazione da Karen Mok, Vicki Zhao, Sharla Cheung, Athena Chu, Michelle Reis, Christy Chung, Gigi Leung, Cecilia Cheung, Huang Shengyi e Zhang Yuqi.

## Biografia
Nasce a Hong Kong il 22 giugno 1962, unico maschio di quattro figli.
Nel 1982 viene ammesso dalla scuola di recitazione degli studi cinematografici Shaw Bros., dove ottiene molti consensi grazie al suo modo di fare. Ottiene dei piccoli ruoli in trasmissioni per bambini, come 430 Space Shuttle (Ta loi ji kong wu, 1983), ed ha occasione di lavorare con Ng Man-tat, insieme al quale girerà in seguito molti dei suoi film migliori.
Finita la scuola di recitazione, Chow entra di diritto nel mondo del cinema. Nel 1987 è nel cast di Final Justice (Pik lik sin fung) di Wong Parkman, grazie al quale vince un Golden Horse taiwanese come miglior attore non protagonista. Il riconoscimento però lo spinge ad abbandonare la sua vocazione per la commedia ed a dedicarsi ai drammi d'azione, come Just Heroes (Yi dan qun ying, 1989) di John Woo e Dragon Fight (Long zai tian ya, 1988) insieme a Jet Li. Solo con Faithfully Yours (Zui jia nu xu, 1988) di Wong Wah-Kei, a fianco di un altro attore portato per la commedia come Jacky Cheung, esce fuori la sua vera vocazione.
Il 1990 è l'anno del suo maggior successo commerciale: All for the Winner (賭聖 o Du sheng), di Corey Yuen, parodia del successo dell'anno precedente, God of Gamblers (Du shen) di Jing Wong. Chow comincia ad impostare le basi del suo stile chiamato "moy len tau" (無厘頭), che in cantonese può essere tradotto come "il nove viene dopo l'otto, ma l'otto non ha nulla a che fare con il nove": un gioco di parole per intendere la "commedia dell'assurdo".
Questo stile nasce dalle commedie cinesi anni settanta-inizio ottanta e si basa su una concezione molto fisica della commedia, sulla parodia, sui riferimenti alla cultura popolare e soprattutto all'uso di dialettismi cantonesi.
L'uso del cantonese nei film di Chow lo rende in breve tempo famoso sul territorio, mentre la sua fisicità lo rende famoso anche all'estero.
Il suo Fight Back to School (逃學威龍 o Tao xue wei long) del 1991 ad Hong Kong batte il record d'incassi segnato da A Better Tomorrow (Ying huang boon sik, 1986) di John Woo. Lo stesso anno Chow gira anche Fist of Fury 1991 (新精武門1991 o Xin jing wu men 1991) in cui sono presenti alcune citazioni da Dalla Cina con furore con Bruce Lee (del cui Fan Club Ufficiale Chow è membro onorario).
Il successo di Chow, nei film successivi, sembra inarrestabile.
Nel 1994 dirige ed interpreta From Beijing With Love (國產零零漆 o Guo chan Ling Ling Qi), esilarante parodia dei film di James Bond.
Ma il pubblico orientale è notoriamente imprevedibile, ed il regista/attore subisce un periodo di decadenza. Ma nel 1996, con l'uscita di God of Cookery (食神 o Sik san), Chow viene confermato star asiatica di prima misura, sia come attore che come regista e sceneggiatore, benché giri pochi film all'anno (al contrario dello standard asiatico molto prolifico).
La sua fama dall'Asia è arrivata fino ad Hollywood, tanto che viene pensato un adattamento americano di God of Cookery con Jim Carrey come protagonista, ma alla fine il progetto non è andato in porto. Lo stile dei film di Chow è tagliato in modo perfetto per l'ambiente e la cultura asiatica, e difficilmente può incontrare i favori del gusto occidentale.
Ottiene la fama internazionale dirigendo Shaolin Soccer (少林足球 o Siu lam juk kau) nel 2001, che guadagna ottime critiche e un ottimo incasso al botteghino. L'enorme successo ha reso possibile l'arrivo del film anche in Italia, con un doppiaggio affidato, per alcuni personaggi, a calciatori famosi che militavano nella Serie A. Inoltre è stato scelto di fare uso dei veri dialetti italiani per accentuare il carattere comico dell'opera. Queste scelte di doppiaggio, unita ad una censura di 20 minuti, hanno riscontrato aspre critiche da parte dei fan.
Successivamente gira Kung Fusion che ottiene un ottimo successo (sia di pubblico che di critica) e numerosi riconoscimenti. Il suo ultimo film è CJ7 - Creatura extraterrestre, una toccante commedia fantascientifica che riscuote un buon successo a Hong Kong, ma in Italia trova una distribuzione solo per il mercato dell'home-video.
Nel 2009 ha prodotto il film Dragonball Evolution.
Nel 2016 esce quello che sarà il suo più grande successo commerciale: Mei Ren Yu, che incasserà $503,153,580 diventando il film non americano di più alto incasso.

## Filmografia

### Regista
- Tong Pak Foo dim Chau Heung (唐伯虎點秋香) (1993)
- Poh wai ji wong (破壞之王) (1994)
- Gwok chaan Ling Ling Chat (國產凌凌漆)(1994)
- Daai laap mat taam Ling Ling Fat (大內密探凌凌發) (1996)
- The God of Cookery (食神) (1996)
- King of Comedy (喜劇之王) (1999)
- Shaolin Soccer (少林足球) (2001)
- Kung Fusion (功夫) (2004)
- CJ7 - Creatura extraterrestre (長江七號) (2008)
- Journey to the West: Conquering the Demons (西遊·降魔篇) (2013)
- Mei Ren Yu (美人鱼) (2016)

### Produttore
- Dragonball Evolution, regia di James Wong (2009)

## Doppiatori italiani
- Nanni Baldini in Kung Fusion, CJ7 - Creatura extraterrestre
- Damiano Tommasi in Shaolin Soccer

## Riconoscimenti
Golden Globe
- 2006 – Candidatura al Miglior film straniero per Kung Fusion

Premio BAFTA
- 2006 – Candidatura al Miglior film straniero per Kung Fusion

MTV Movie Awards
- 2006 – Candidatura al Miglior combattimento per Kung Fusion